# August Trümper

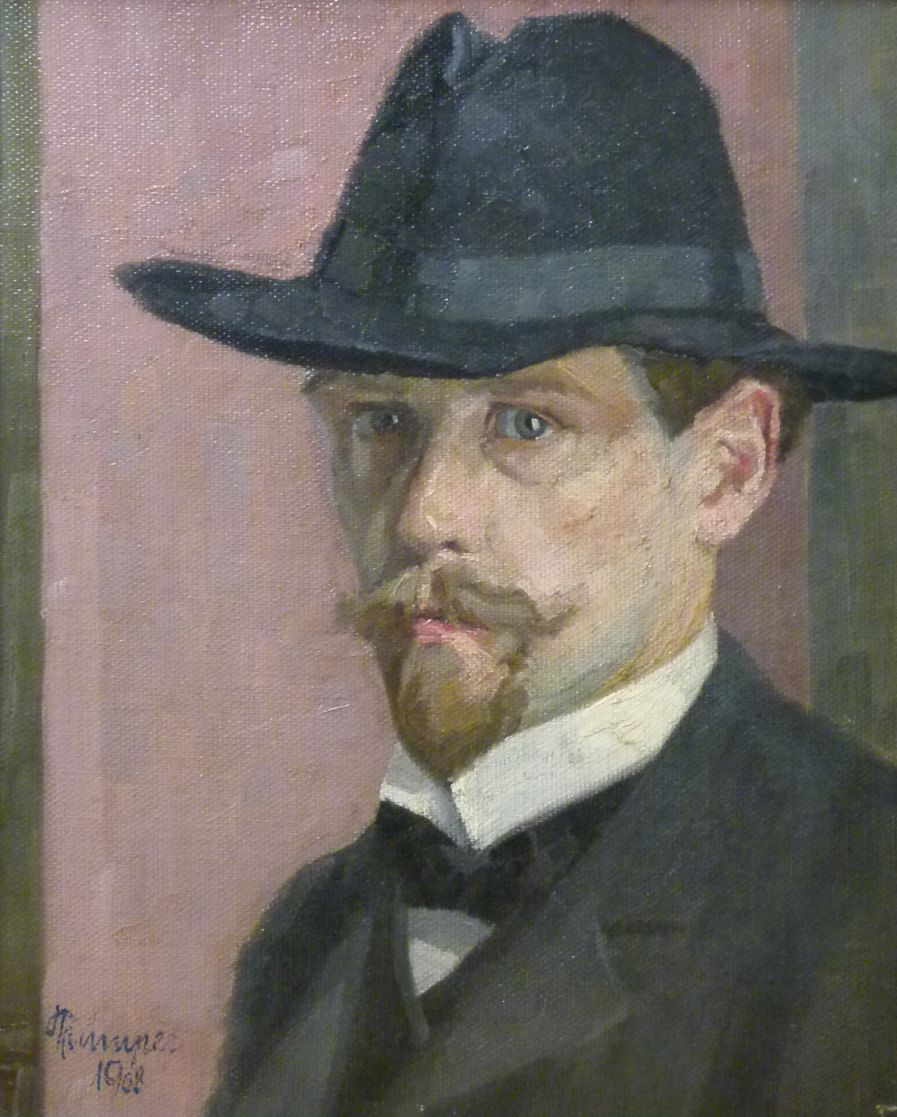
August Trümper: Selbstporträt, 1908, Öl auf Leinwand, 43,2 × 34,8 cm, Stadtmuseum Simeonstift Trier, Inv. Nr. III 1584 (Foto: Stadtmuseum Simeonstift Trier)

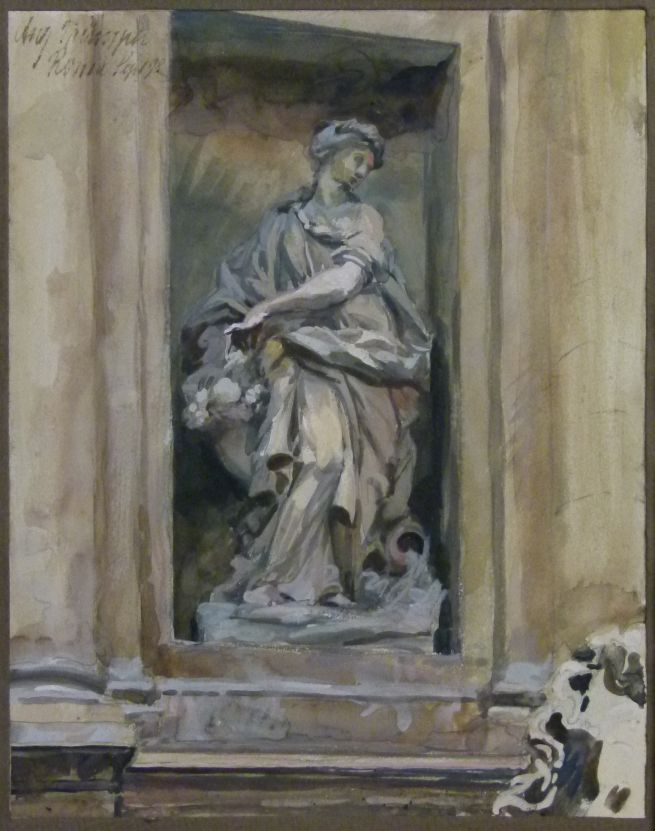
August Trümper: Trevi-Brunnen in Rom (Allegorische Darstellung des Überflusses in einer Nische der Südfassade des Palazzo Poli), 1898, Tempera, 23,5 × 18,5 cm, Stadtmuseum Simeonstift Trier, Inv. Nr. III 142 (Foto: Stadtmuseum Simeonstift Trier)

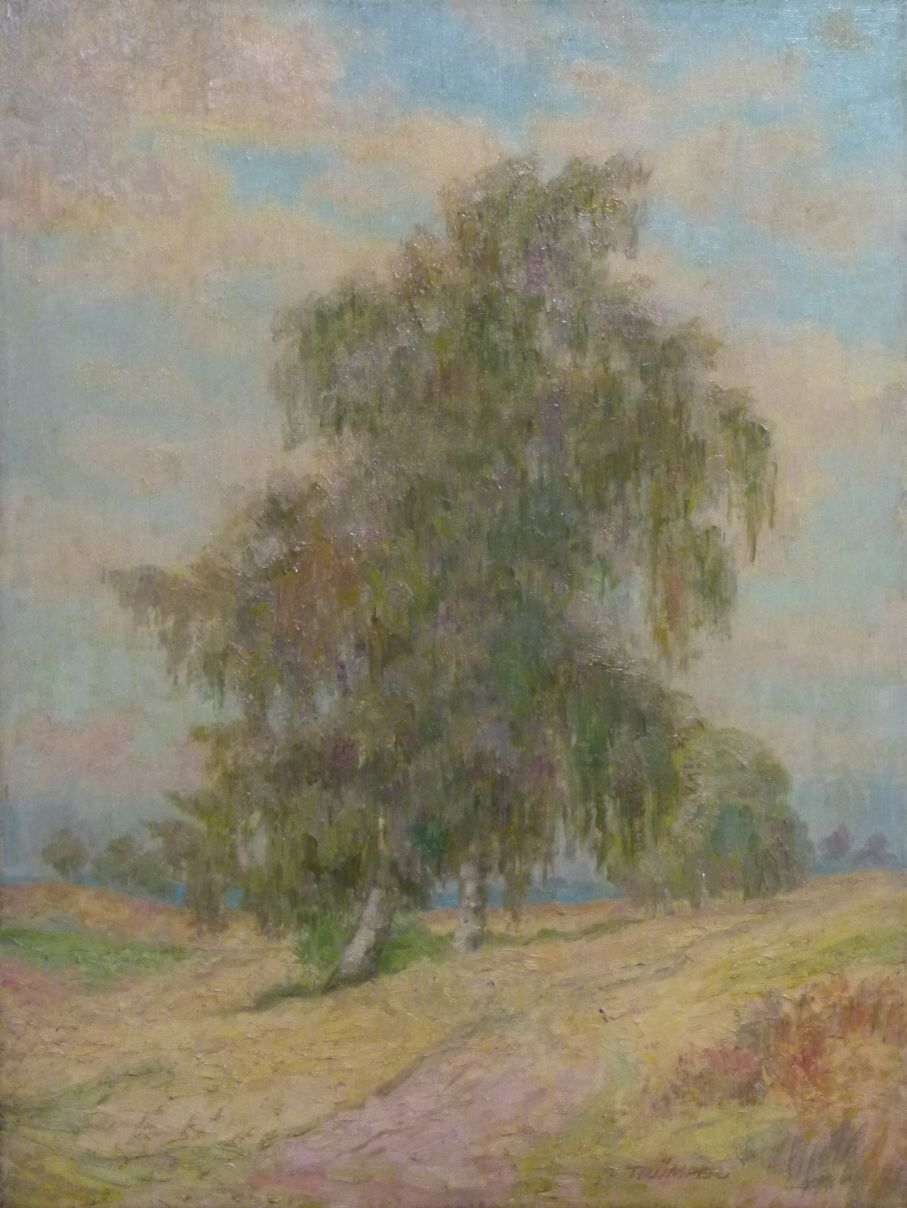
August Trümper: Lüneburger Heide, undatiert, Öl auf Leinwand, 60 × 45 cm, Stadtmuseum Simeonstift Trier, Inv. Nr. III 1409 (Foto: Stadtmuseum Simeonstift Trier)

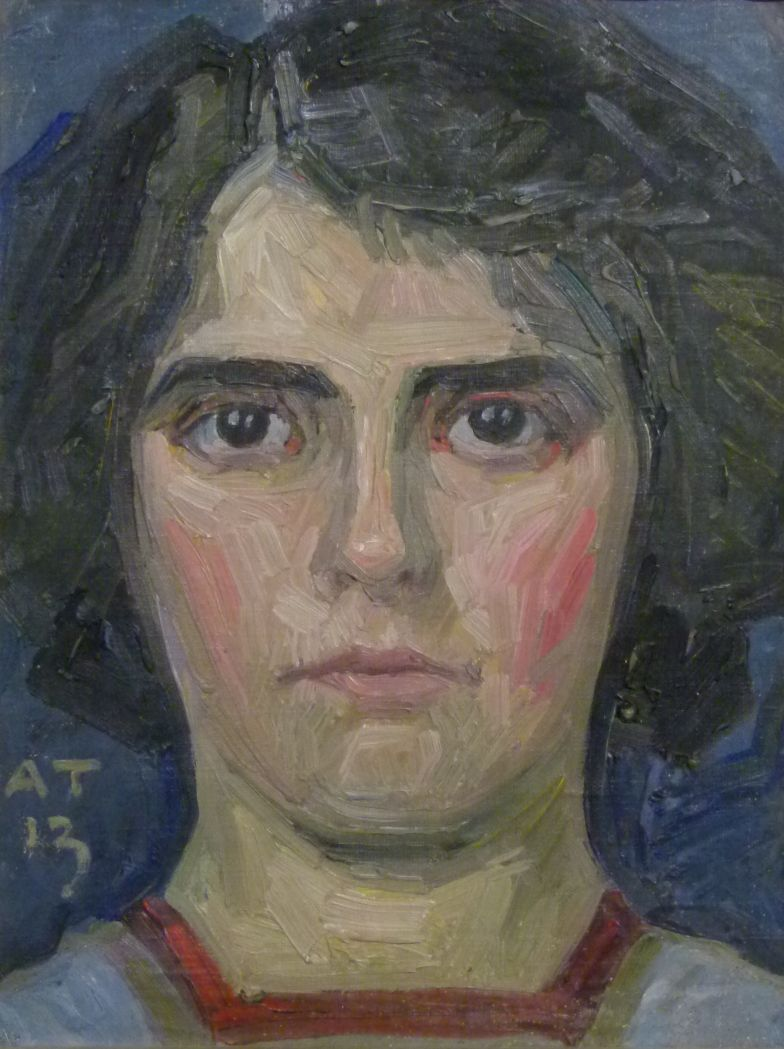
August Trümper: Weiblicher Porträtkopf, 1913, Öl auf Leinwand, 29 × 22 cm, Stadtmuseum Simeonstift Trier, Inv. Nr. III 326 (Foto: Stadtmuseum Simeonstift Trier)

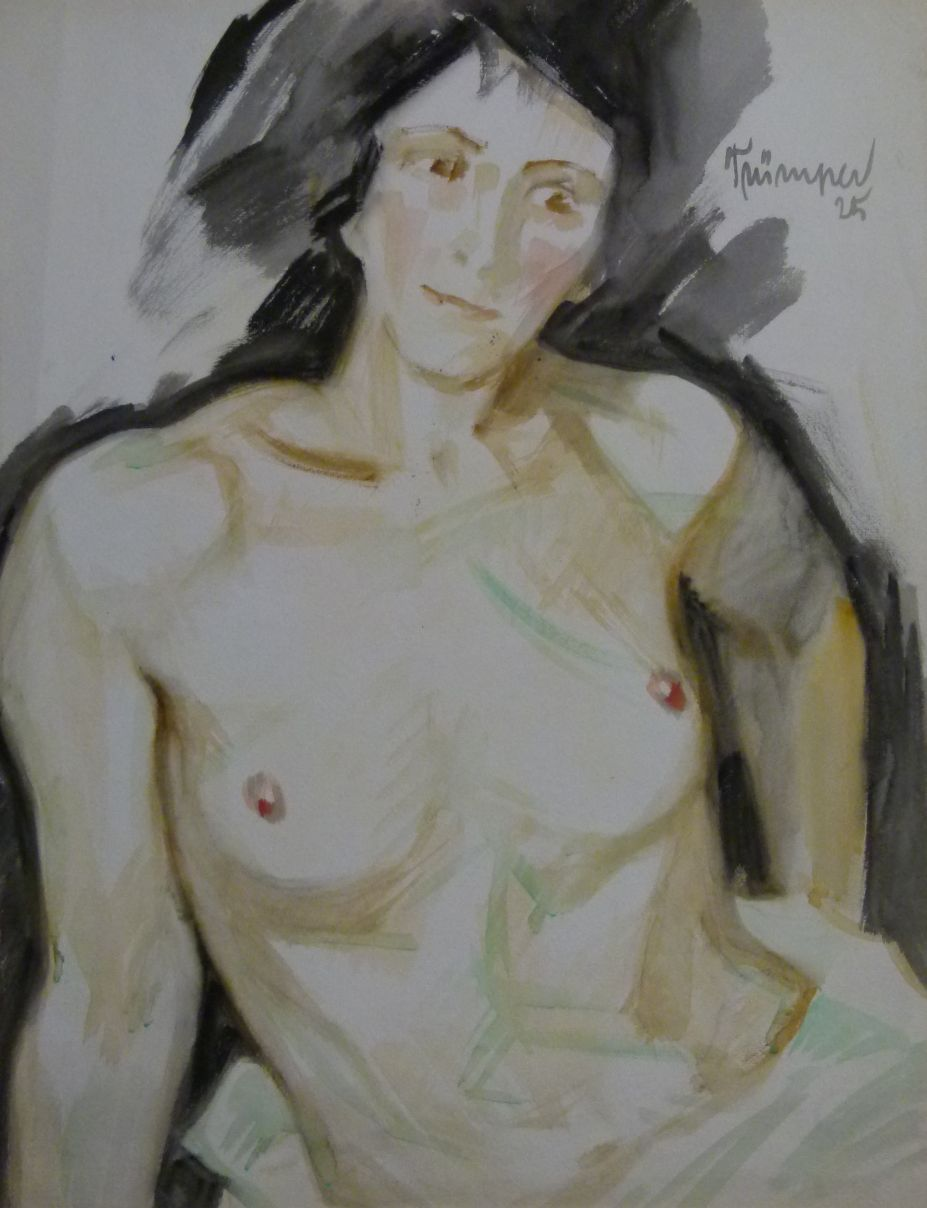
August Trümper: Weiblicher Akt, 1925, Aquarell, 58 × 45 cm, Stadtmuseum Simeonstift Trier,
Inv. Nr. III 324(Foto: Stadtmuseum Simeonstift Trier)

August (Julius Amandus) Trümper (* 31. Dezember 1874 in Altona, heute zu Hamburg; † 12. Oktober 1956 in Oberhausen) war ein deutscher Kunstprofessor, Maler und Gestalter.

## Herkunft und Ausbildung
August Trümper wurde als Sohn von Adolf Theodor Bernhard Trümper und Katharina Trümper geborene Schacht in der damals noch selbstständigen Stadt Altona geboren. Als künstlerische Grundausbildung absolvierte er eine dreijährige Lehre bei dem Hamburger Dekorations- und Theatermaler G. Strube und besuchte berufsbegleitend die dortige Allgemeine Gewerbeschule bis Herbst 1894. Es folgte ein Studium an der Unterrichtsanstalt des Kunstgewerbemuseums Berlin, ab 1896 mit einem staatlichen Stipendium, das ihm mehrere Studienreisen, u. a. einen dreimonatigen Aufenthalt in Rom im Jahre 1898 ermöglichte (Abbildung: Trevi-Brunnen in Rom, 1898). Nach dem Studienabschluss im Juli 1899 war er zwei Jahre als Assistent an der Königlichen Kunstschule Berlin tätig und hospitierte gleichzeitig an der Königlichen Akademie der Künste.

## Lehrtätigkeit
Die Stadt Trier berief Trümper zum 1. April 1901 als Leiter und Hauptfachlehrer der Malklasse an ihre Handwerker- und Kunstgewerbeschule. Dort unterrichtete er rund drei Jahrzehnte bis zu seiner Pensionierung Ende Dezember 1930, nur unterbrochen von seinem Landsturmeinsatz während des Ersten Weltkrieges. Als Lehrfächer waren Malen und Zeichnen nach der Natur, Zeichnen nach Gips, dekoratives Malen, Ornamentmalen- und zeichnen sowie Komposition vorgeschrieben. Das entsprach der handwerklichen Ausrichtung der Schule, an der die Grundtechniken für Dekoration und Raumgestaltung vermittelt werden sollten. Trümper sprengte diesen engen Rahmen und öffnete den Fächerkanon zur freien Malerei hin, u. a. durch Unterricht im Akt- und Porträtzeichnen. Er machte seine Schüler mit Freilichtmalerei und Impressionismus bekannt und zog mit ihnen aus den Ateliers hinaus, auch zu „genauer Naturanschauung und intensivem Fühlen“, um die überkommene Vorlagen-Ornamentik zu erneuern. Für seine engagierte Arbeit wurde ihm im Jahre 1915 der Professorentitel verliehen. Seiner Initiative und der engen Anbindung an die Handwerker- und Kunstgewerbeschule verdankte sich auch die Gründung der Künstlervereinigung „Trierer Künstlergilde“ von 1920. Eine ganze Generation Trierer Maler u. a. Reinhard Heß, Edgar Ehses, Edvard Frank, Fritz Quant, Max Lazarus oder Hans Adamy profitierte von Trümpers Wissen und Sensibilität. Einige dieser Maler waren zudem mit ihm in den Intellektuellen- und Künstlerkreis eingebunden, der sich in den Weinorten Neumagen-Dhron und Piesport um die Mäzene Pharmazierat Stephan Dewald (1884–1964) und den Pfarrer und Schriftsteller Johannes Mumbauer gebildet hatte.
Nach der Pensionierung verzog Trümper mit seiner aus Trier stammenden Ehefrau Wilhelmine (genannt Mina) Woytt, mit der er seit 1904 in kinderloser Ehe verheiratet war, nach Düsseldorf und war dort ab 1939 Mitglied des Künstlervereins Malkasten. Beide verstarben 1955/56 in Oberhausen-Sterkrade, ihrem letzten Wohnort. Als Vermächtnis des Malers gelangten umfangreiche Teile seines künstlerischen Nachlasses an die Stadt Trier und an den Künstlerverein Malkasten in Düsseldorf.

## Werke
Ein Werkverzeichnis ist nicht erstellt. Jedoch bieten die Bestände des Stadtmuseums Simeonstift Trier und des Künstlervereins Malkasten in Düsseldorf, der Katalog der 1992 in Mutterstadt durchgeführten Nachlassversteigerung (245 Lose), ein im Druck veröffentlichtes Skizzenbuch Trümpers, Werke in Privatbesitz sowie Literaturhinweise einen repräsentativen Überblick.

## Freie Malerei
August Trümper bevorzugte eine lockere, in kurzen Pinselstrichen aufgetragene Malweise in eher verhaltenem Kolorit. Sie lässt sich überwiegend dem deutschen Spätimpressionismus zuordnen, mit einer deutlichen Prägung durch die Kunst der Berliner Sezession, deren konfliktreiche Gründungsphase und erste Glanzzeit er während seiner Studienjahre in Berlin miterlebt hatte. Wichtige Sezessionsmitglieder wie Walter Leistikow, Max Liebermann, Lovis Corinth oder Max Slevogt hatten dort unter dem Einfluss französischer Vorbilder eine selbstständige impressionistische Landschaftsmalerei entwickelt, an die Trümper sich bei seinen zahlreichen Ölgemälden und Gouachen mit Ansichten aus der Großregion Eifel, Mosel, Saar und aus der Lüneburger Heide anlehnte. Er gestaltete seine Landschaften als überzeugter Freilichtmaler unmittelbar vor dem Motiv, nicht selten ausschnitthaft bis fragmentarisch. Über die Abbildungsfunktion hinausgehend richtete er sein typisch impressionistisches Interesse vor allem auf die Darstellung von Licht und flüchtigen atmosphärischen Bedingungen, beispielsweise bei seiner 1925 geschaffenen Serie von vier Ölgemälden zum Motiv des Saartales in der Nähe des kleinen Ortes Taben-Rodt.
Auch die Porträtkunst Trümpers war gleichermaßen von spontanem Zugriff auf das Gegenüber und großzügigem Duktus bestimmt. Sie verzahnte sich zudem mit seiner intensiven Beschäftigung mit der gesamten menschlichen Gestalt: In einer bemerkenswerten Vielzahl und Vielfalt weiblicher und männlicher Aktdarstellungen suchte er lebenslang nach Perfektion.

## Angewandte Kunst
Im Bereich der angewandten Kunst arbeitete Trümper mit variabler Stilpalette. So wählte er für die ihm vielfach angetragene Gestaltung von Ehrenurkunden und Festprogrammen einen zitierfreudigen Historismus. Das galt nicht nur für seine 1901 geschaffene Ehrenbürgerurkunde für den Kirchen- und Kunsthistoriker Franz Xaver Kraus, der seiner Heimatstadt Trier testamentarisch Teile seiner umfangreichen Bibliothek mit einer bedeutenden Dante-Sammlung und zahlreiche Kunstgegenstände vermacht hatte. Mit ähnlich konservativen Pathos- und Würdeformeln arbeitete Trümper auch noch, als er im Dezember 1920, an einem Preisausschreiben der Stadt Trier teilnehmend, eine Ehrenbürgerurkunde für den Trierer Bischof Michael Felix Korum vorlegte und wenig später eine große Glückwunschadresse der Trierer Künstlergilde zum vierzigsten Jahrestag der Weihe des vorgenannten Bischofs im Jahre 1921 schuf.
Freier und einem flächig floralen Jugendstil zugeneigt zeigte sich Trümper bei der Gestaltung von Tapetenmustern, überraschend nüchtern und progressiv bei seinen Entwürfen für Inneneinrichtungen. Auch sein Buchschmuck, ornamental wie für das „Trierische Jahrbuch für ästhetische Kultur“ oder einfühlsam illustrierend wie im Heimatbuch „Das Moselland“ (vgl. Literaturverzeichnis), wurde als besonders kreativ bewertet. Mit der Farblithografie „Der römische Kaiserpalast in Trier“ beteiligte er sich, wie viele andere Maler, an dem vom Verlag Voigtländer in Leipzig zwischen 1912 und 1914 aufgelegten Programm „Aus deutschen Landen“, einer kunsterzieherischen Initiative zur Verbreitung anspruchsvollen Wandschmucks für Schule, Haus und Zugabteile.
Dem evangelisch-lutherischen Künstler wurden zudem von katholischer Seite umfangreiche Aufträge an Kirchenkunst anvertraut. So lieferte er 1919 die Entwürfe für die in aufwendiger Mosaikarbeit ausgeschmückte Kriegergedächtnisstätte in der Außenhalle der Piesporter Pfarrkirche St. Michael, deren Hauptmotiv „Der Keltertreter“ auch als Buchillustration erschien. Trümper gestaltete liturgisches Gerät und widmete sich der Kirchenmalerei, beispielsweise 1929 für die Pfarrkirche Maria Himmelfahrt in Neumagen-Dhron. Dort schuf er eine Hl. Dreifaltigkeit aus Altaraufsatz und großformatigen Apsis- und Deckengemälden als künstlerisch bedeutsames Gesamtkunstwerk. Die Ausmalung fiel einer Umgestaltung des Kircheninneren im Jahre 1964 zum Opfer und ist nur noch fotografisch dokumentiert.

## Ausstellungen
- 1908 Trier, Dezember. Weihnachtsausstellung des Kunst- und Gewerbe-Vereins für Trier und Umgebung im Haus Venedig.
- 1913 Trier, Mai/Juni. Ausstellung „Eifel-Kunst und -Kultur aus alter und neuer Zeit“ in der Handwerker- und Kunstgewerbeschule.
- 1914 Trier, Juni/Juli. Ausstellung von Lehrer- und Schülerarbeiten in der Handwerker- und Kunstgewerbeschule.
- 1920 Trier, September. Gründungsausstellung Trierer Künstlergilde in den Geschäftsräumen der „Blauen Hand“ im Rahmen der „Trierer Kunstwoche“.
- 1921 Trier, Oktober. Ausstellung im Provinzialmuseum, ausgerichtet vom Künstler-Großverband „Westmark“ in Zusammenarbeit mit der Trierer Künstlergilde.
- 1921 Trier, Dezember. Gründungsausstellung der (kurzlebigen) „Malergruppe Trier“ im Gartensaal des Kasinos, mit Beteiligung Trümpers.
- 1924 Trier, Dezember. Weihnachtsausstellung der Trierer Künstlergilde im Haus „Venedig“.
- 1925 Trier, August/September. „Gewerbeschau Trier 1925“ anlässlich der Tausendjahrfeier der Rheinlande.
- 1926 Trier, April. Einzelausstellung Trümpers aus Anlass seines 25-jährigen Dienstjubiläums an der Handwerker- und Kunstgewerbeschule.
- 1927 Trier, April. Ausstellung sämtlicher Unterrichtsgebiete in den Räumen der Handwerker- und Kunstge-werbeschule in Zusammenarbeit mit der Trierer Künstlergilde.
- 1929 Trier, Mai. Freie Ausstellung „Das praktische Heim“ („Die schöne Heimat“) in der städtischen Tonhalle.
- 1957 Düsseldorf. Gedächtnisausstellung für August Trümper als Mitglied des Künstlervereins Malkasten.
- 1981/82 Trier, November bis Januar. Ausstellung zum 25. Todestag des Malers im Städtischen Museum Simeonstift.

## Schriften
- Die Natur als Ausgangspunkt für Flächendekoration und Ornament. In: Johannes Mumbauer (Hrsg.): Trierisches Jahrbuch für ästhetische Kultur, Trier 1908, S. 51–53 (Buchschmuck und künstlerische Ausstattung des Buches von August Trümper).